# Ana Miranda
Ana Maria Miranda Paz (Cuntis, 2 mei 1971) is een Galicisch juriste en politica voor het Galicisch Nationalistisch Blok (GNB). Vanaf 1 januari 2012 tot 9 juli 2013 had ze zitting in het Europees Parlement voor de lijstverbinding Europa van de Volkeren-De Groenen die deel uitmaakte van de fractie De Groenen/Vrije Europese Alliantie. Ze is de opvolgster van Oriol Junqueras van de partij Republikeins Links van Catalonië. Sinds 2007 is Miranda vicevoorzitster van de Europese Vrije Alliantie.
Miranda studeerde rechten aan de Universiteit van Santiago de Compostella en in Passau. Daarna specialiseerde ze zich in Europees recht aan de Universiteit van A Coruña en in Louvain-la-Neuve. In deze tijd liep ze stage bij de Raad van de Europese Unie.
Ze schreef verschillende wetenschappelijke artikelen over Galicische onderwerpen. Binnen het GNB was ze assistente van de Europarlementariër Camilo Nogueira. Ook was ze binnen deze partij verantwoordelijk voor het onderwerp Emigratie en voor de contacten met Latijns-Amerika. Binnen de lijstverbinding Galeuscat was ze assistente van de Baskische Europarlementariër Josu Ortuondo.
In het Europees Parlement hield ze zich vooral bezig met de onderhandelingen over de begroting en de sectoren scheepsbouw en landbouw. Ze is opgevolgd door Iñaki Irazabalbeitia.
- Gemeinsame Normdatei: 1215850956
- Virtual International Authority File: 976159764125108170006